# Christian Lerche
 Der er flere personer med dette navn, se Christian Lerche (flertydig).
Christian greve Lerche (født 15. juni 1692, død 6. december 1757) var dansk general, overkrigssekretær, godsejer og greve.

## Biografi
Han blev født den 15. juni 1692 som søn af gehejmeråd Vincents Lerche. Han blev altså voksen, da Danmark indvikledes i den Store Nordiske Krig, og det var derfor naturligt, at han valgte soldaterstanden. Som søn af en rig og ved hoffet velset slægt gjorde han hurtig karriere. I Slaget ved Gadebusch (20. december 1712) var han generaladjudant hos hærens øverstbefalende, general Jobst von Scholten, og blev derefter kaptajn i Fodgarden, men 1716 skiftede han våben og blev forsat til Holstenske Rytterregiment som oberstløjtnant. Straks efter fredsslutningen 1720 tog han afsked som oberst for at uddanne sig videre i fremmede hære og skal bl.a. have tjent på Sicilien. I den danske hær kom han dog ikke mere til at beklæde nogen aktiv stilling, men tog siden i en lang årrække del i dens styrelse. 1731 blev han nemlig titulær generalmajor og deputeret i Landetatens Generalkommissariat, og efter 1739 at være forfremmet til generalløjtnant udnævntes han kort efter Frederik 5.s tronbestigelse 1746 til general til hest og overkrigssekretær. 1753 tog han afsked af helbredshensyn.
Lerches virksomhed som hærstyrelsens første embedsmand er blevet meget strengt bedømt, og når man har sagt, at han hverken indførte noget nyt eller holdt det gamle på fode med kraft, er dette ikke helt ugrundet. Men ganske at ville bryde staven over Lerches embedsførelse på grund af den i flere henseender mådelige tilstand, hvori det viste sig, at hæren var under den i anledning af Syvårskrigen foretagne mobilisering (1758-63), går ikke an. Hans forgænger Michael Numsen ligesom hans efterfølgere Werner von der Schulenburg og særlig Conrad Vilhelm Ahlefeldt bar deres del af ansvaret, og det må dertil betænkes, at hærstyrelsen hele tiden havde at kæmpe med økonomiske vanskeligheder og med de påvirkninger, som kongen var underkastet fra udenforstående. Til at modstå disse sidste hørte en vidtskuende og kraftig personlighed som Poul Vendelbo Løvenørn (Numsens forgænger). Men selv om Lerche ikke var dette, må han dog sikkert karakteriseres som en samvittighedsfuld og fornuftig embedsmand. Han skrev meget slet tysk, som dog var hærens forretningssprog dengang.
1734 var Lerche blevet Ridder af Dannebrog, 1748 Ridder af Elefanten, 1750 af l'union parfaite. 1752 havde han fået rang med gehejmeråder i Konseillet.
Ved arv og heldige godshandeler var Lerche blevet en meget rig mand. Allerede 1735 havde faderen overladt ham sine jyske gårde Rugård, Lerchenfeld og Hessel, 1742 arvede han Baroniet Rosendal i Norge, men i løbet af få år solgte han alle disse ejendomme for at erhverve andre på Sjælland. 1742 købte han Østrupgård med så at sige hele det daværende Kalundborg Amt: 7 herregårde, 13 kirker, store skove osv., i alt henimod 4400 tdr. hartkorn. Kun ét af landets grevskaber, Grevskabet Frijsenborg, kunde måle sig med dette gods, og 1751 blev Lerche da også optaget i grevestanden. Han oprettede dog intet lensgrevskab, som, da Lerche ikke havde livsarvinger, efter hans død vilde falde til Kronen, men derimod et stamhus, til hvilket andre linjer af den lercheske slægt fik successionsret.
På hovedsædet, som han gav navnet Lerchenborg, byggede han 1743-53 en pragtfuld hovedbygning i rokokostil (formentlig under medvirken af Nicolai Eigtved) og anlagde en tilsvarende park, ligesom han på godset foretog omfattende byggearbejder og andre forbedringer. I København overtog Lerche det Württembergske Palæ på Slotsholmen (en af de nuværende ministerialbygninger). Fra faderen havde han arvet en betydelig bogsamling, men ikke den tilsvarende litterære interesse, så han solgte hele samlingen for som røverkøb til gehejmeråd Wilhelm August von der Osten. En stor del deraf findes nu i Det Kongelige Bibliotek.
Han blev gift den 22. december 1744 med Amalie Margrethe Christiane Caroline grevinde af Leiningen-Westerburg (1713-1800), datter af Georg Carl Ludvig rigsgreve Leiningen-Westerburg og Margrethe f. komtesse Danneskiold-Laurvigen. Han døde 6. december 1757.